# Bernd Lindner (Rudertrainer)
Bernd Lindner (* 24. April 1956 in Wolmirstedt) ist ein deutscher Rudertrainer und ehemaliger Ruderer.

## Leben
Als aktiver Sportler wurde der 1,97 Meter große Lindner 1973 im Zweier mit Steuermann und 1974 im Vierer mit Steuermann Juniorenweltmeister sowie 1977 Weltmeister im Achter. 1977 war er mit der Rudergemeinschaft SC Berlin-Grünau/ASK Vorwärts Rostock/SC Magdeburg zudem DDR-Meister im Achter. Lindner studierte an der Deutschen Hochschule für Körperkultur in Leipzig und erlangte dort 1984 seinen Abschluss, der Titel seiner Diplomarbeit lautete „Untersuchungen zur Wirkung des Ruderergometertrainings auf das Startverhalten an ausgewählten Kadern aus dem Spitzenbereich“.
Als Trainer feierten von ihm betreute Sportler von 1988 an zahlreiche Erfolge, darunter Weltmeistertitel und Olympiasiege. Zu seinen Schützlingen gehörten neben anderen Anne Becker, Andreas Hajek, Thomas Lange, Julia Lier, Michaela Schmidt, Christian Schreiber, Jana Thieme. Neben seiner Tätigkeit als Bundestrainer arbeitet er im Verein HRV „Böllberg/Nelson“ im SV Halle.